# Braugerste

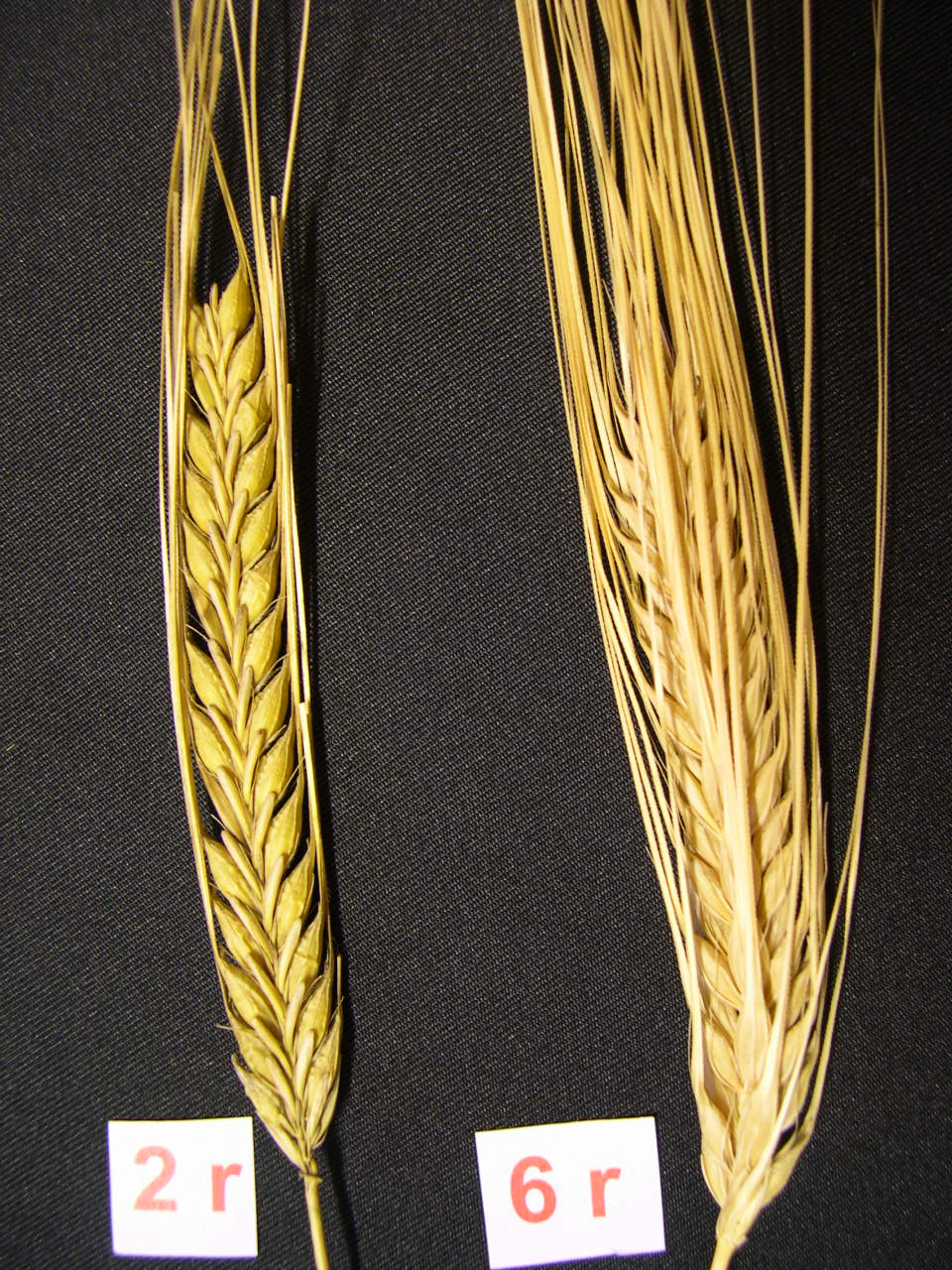
Zweizeilige und sechszeilige Gerstenähre

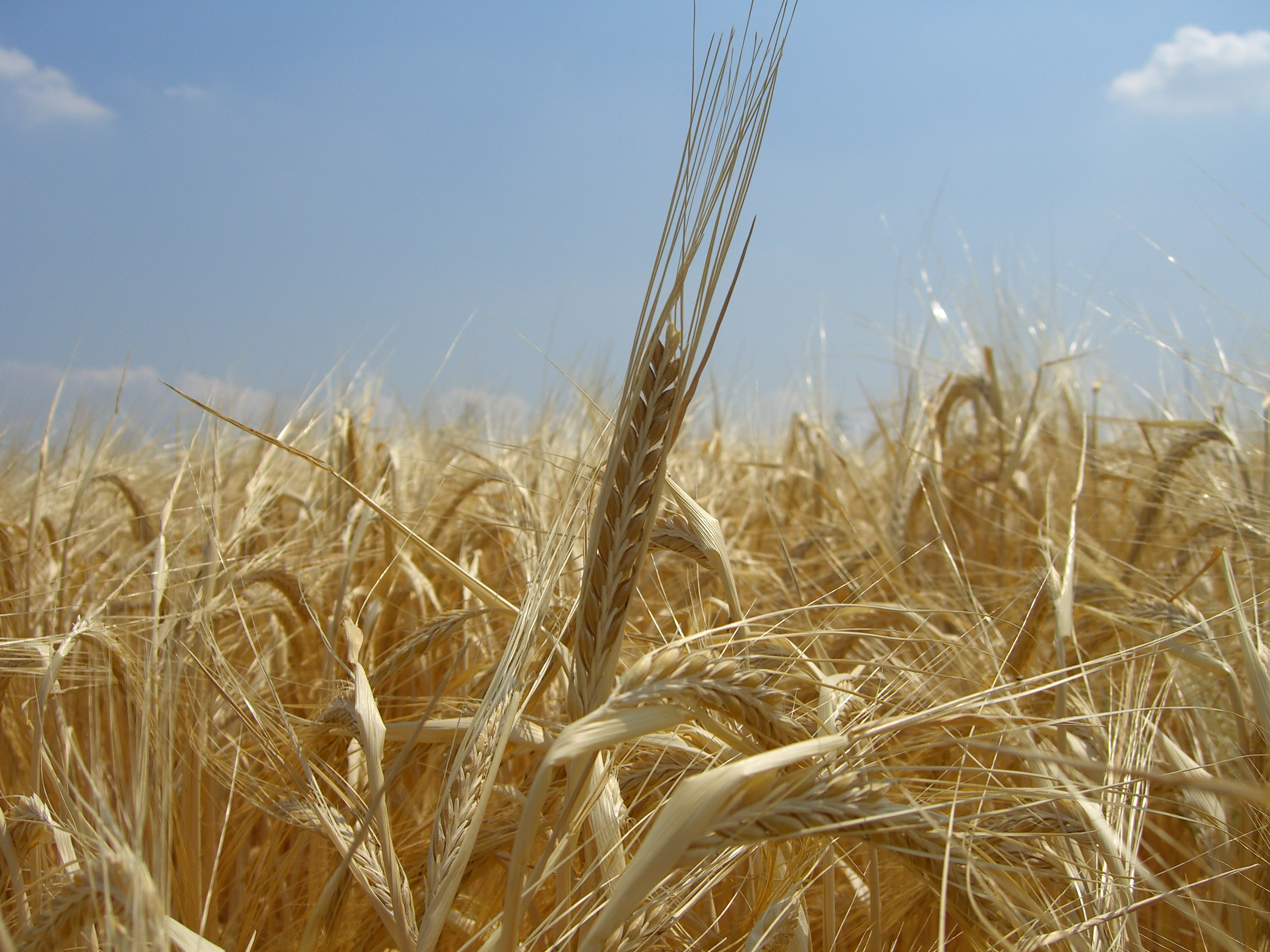
Braugerstenfeld in Rheinhessen

Unter Braugerste versteht man eine Gerste, die zum Brauen von Bier angebaut wird.
Futtergerste wird zum Füttern von Tieren angebaut.

## Verwendung
Braugerste wird in der Mälzerei zu Malz verarbeitet. Malz findet Verwendung als geschrotetes Braumalz in Brauereien, als gemahlenes Backmalz in der Backwarenindustrie, als Whisky- und Brennmalz in der Spirituosenindustrie, als Malzkaffee oder z. B. in Frühstücksflocken. Zum Brauen und Mälzen können fast alle Getreidearten verwendet werden. Die Gerste hat sich gegenüber dem Weizen als Hauptrohstoff durchgesetzt. Die Spelzen der Gerste sind in der Brauerei von technologischer Bedeutung, denn sie bilden beim Läutern der Maische eine natürliche Filterschicht zum Trennen der Bierwürze vom Treber. Außerdem weist die Gerste von allen Getreidearten die höchste Aktivität an stärkeabbauenden Enzymen auf, was für die schnelle Verzuckerung der Stärke im Sudhaus der Brauerei wichtig ist.

## Sorten
Braugerste wird überwiegend aus zweizeiliger Sommergerste hergestellt. Durch Pflanzenzüchtung sind in den letzten Jahren neue zweizeilige Winterbraugerstensorten entstanden, die der Qualität von Sommerbraugerstensorten schon sehr nahekommen (Beispiel Alexis (Braugerste)). Außerdem werden, überwiegend in Frankreich, auch noch sechszeilige Winterbraugersten angebaut.
In den USA hatten sechszeilige Gerstensorten historisch eine große Bedeutung, weil sie besser als zweizweilige Gersten wuchsen und durch ihren höheren Gehalt an Amylasen und Proteinen besser für das Maischen von hohen Rohfruchtanteilen wie Mais oder Reis geeignet waren. In den vergangenen Jahrzehnten wurden aber auch dort zweizeilige Gerstensorten gezüchtet, die in diesen Eigenschaften der sechszeiligen Gerste immer ähnlicher wurden.

## Qualitätskriterien
Zur Verwendung als Braugerste eignen sich nur spezielle für diesen Zweck gezüchtete Braugerstensorten. In Deutschland wurde zur Identifizierung der besten Braugerstensorten jedes Jahrgangs das Berliner Programm ins Leben gerufen. Die Braugersten werden hauptsächlich in Hinsicht auf hohen Extraktwert und gute Verarbeitbarkeit in Brauerei und Mälzerei gezüchtet. Die Braugerstensorte muss nach der Ernte vorgegebene Qualitätskriterien erfüllen, um nicht als Futtergerste vermarktet zu werden.
Eine Braugerste soll:
- einen geringen Eiweißgehalt zwischen 9,5 % und 11,5 %
- eine hohe Keimenergie von mindestens 95 bis 97 %
- gute Lösungseigenschaften
- einen hohen Extraktgehalt
- einen möglichst hohen Endvergärungsgrad[1]
- einen Vollgerstenanteil (Siebgröße > 2,5 mm) von mindestens 85 %
- einen Ausputz (Siebgröße < 2,2 mm) von höchstens 2,0 %
- einen Wassergehalt von mindestens 12 und höchstens 15 %

aufweisen.

## Lagerung
Da die Braugerste bei der Verarbeitung in der Mälzerei keimen muss, um die biochemischen Vorgänge im Korn in Gang zu setzen, ist die Keimfähigkeit, noch mehr jedoch die Keimenergie, ein wichtiges Kriterium. Keimfähig sind nur lebende Körner, weshalb Braugerste (im Gegensatz zu Futtergerste und anderen Getreidearten) während der Lagerung ausreichend belüftet werden muss. Direkt nach der Ernte weist die Gerste eine Keimruhe auf, die meist erst nach einigen Wochen überwunden wird. Daher wird die Ernte in Mitteleuropa meist erst ab September verarbeitet. Während der Lagerung kann die Keimfähigkeit / -energie abnehmen, sodass Braugerste in der Regel nur bis zum Anschluss an die neue Ernte gelagert und verarbeitet wird. In besonders trockenen Erntejahren können sich diese Parameter aber auch deutlich über diesen Zeitpunkt hinaus erhalten.

## Wirtschaftlichkeit
Der Anbau von Braugerste war 2010 in Deutschland stark rückläufig. Während Landwirte früher Sommergerste anbauten, einen Teil der Ernte als Braugerste selektierten und den größten Teil als Futtergerste vermarkteten, wird Sommergerste wegen der Flächenkonkurrenz mit anderen Getreidearten und vor allem mit nachwachsenden Rohstoffen heute fast ausschließlich für Brauzwecke angebaut. Dies erhöht den Druck auf den Landwirt, die Gerste als Braugerste vermarkten zu können, da eine Herabstufung zu Futtergerste deutliche Mindereinnahmen zur Folge hat. Dieses Vermarktungsrisiko verlangt ein Preisaufgeld, die sogenannte Braugerstenprämie, die Brauereien und Mälzereien im wettbewerbsintensiven Umfeld nur bedingt zu zahlen bereit sind.
Anfang 2022 starteten „die Freien Brauer“ mit der Kampagne „Die Freien Gerstensorten“ eine Petition, um Patente auf Saatgut und im Speziellen auf Braugerste zu stoppen. Mit der Kampagne wird gefordert, dass eine rechtlich klare und eindeutige Richtlinie zur Auslegung des europäischen Patentrechts verabschiedet wird. Pflanzen auf Basis konventioneller Züchtungsmethoden sollen generell von der Patentierung ausgeschlossen werden.